# 창원지방법원 거창지원
창원지방법원 거창지원은 창원지방법원이 관할하는 사건 중에서 거창군, 합천군, 함양군을 관할하는 법원으로서 경상남도 거창군 거창읍 죽전1길 31에 소재하고 있다.

## 관할구역
- 재판관할구역: 거창군, 합천군, 함양군
- 등기관할구역: 거창군
- 즉결관할구역: 거창경찰서

## 지원장
| 순번 | 이름   | 재임 기간                          |
| ---- | ------ | ---------------------------------- |
| 1대  | 김지호 | 1945년 11월 26일 ~ 1949년 8월 19일 |
| 2대  | 하종홍 | 1951년 12월 31일 ~ 1953년 3월 11일 |
| 3대  | 박기수 | 1953년 3월 12일 ~ 1956년 1월 30일  |
| 4대  | 김병두 | 1960년 6월 14일 ~ 1962년 3월 19일  |
| 4대  | 김병두 | 1965년 5월 1일 ~ 1973년 3월 30일   |
| 5대  | 윤재창 | 1962년 3월 20일 ~ 1963년 2월 27일  |
| 6대  | 임종선 | 1973년 4월 1일 ~ 1974년 3월 31일   |
| 7대  | 안석태 | 1974년 4월 1일 ~ 1975년 3월 31일   |
| 8대  | 김선옥 | 1975년 4월 1일 ~ 1976년 4월 1일    |
| 9대  | 안병국 | 1976년 4월 2일 ~ 1977년 5월 9일    |
| 10대 | 하양명 | 1977년 11월 7일 ~ 1978년 9월 17일  |
| 11대 | 신영길 | 1978년 6월 10일 ~ 1979년 6월 9일   |
| 12대 | 박준석 | 1979년 9월 1일 ~ 1980년 9월 7일    |
| 13대 | 이국주 | 1980년 6월 1일 ~ 1981년 6월 9일    |
| 14대 | 손흥익 | 1981년 6월 10일 ~ 1982년 6월 9일   |
| 15대 | 강문종 | 1982년 6월 10일 ~ 1983년 8월 31일  |
| 16대 | 조창호 | 1983년 9월 1일 ~ 1984년 8월 31일   |
| 17대 | 김태기 | 1984년 9월 1일 ~ 1985년 8월 31일   |
| 18대 | 황익   | 1985년 9월 1일 ~ 1987년 3월 19일   |
| 19대 | 윤재윤 | 1987년 3월 20일 ~ 1989년 2월 28일  |
| 20대 | 문형식 | 1989년 3월 1일 ~ 1991년 2월 10일   |
| 21대 | 황형문 | 1991년 2월 11일 ~ 1992년 1월 21일  |
| 22대 | 윤인태 | 1992년 2월 21일 ~ 1994년 2월 28일  |
| 23대 | 강창옥 | 1994년 3월 1일 ~ 1996년 2월 29일   |
| 24대 | 최윤성 | 1996년 3월 1일 ~ 1997년 2월 26일   |
| 25대 | 변오연 | 1997년 2월 27일 ~ 1998년 2월 28일  |
| 26대 | 임성근 | 1998년 3월 1일 ~ 1999년 8월 31일   |
| 27대 | 최인석 | 1999년 9월 1일 ~ 2001년 2월 19일   |
| 28대 | 오세화 | 2001년 2월 20일 ~ 2003년 2월 18일  |
| 29대 | 이영화 | 2003년 2월 19일 ~ 2005년 2월 20일  |
| 30대 | 허홍만 | 2005년 2월 21일 ~ 2007년 2월 20일  |
| 31대 | 이동철 | 2007년 2월 21일 ~ 2009년 2월 20일  |
| 32대 | 오문기 | 2009년 2월 21일 ~ 2011년 2월 28일  |
| 33대 | 김해붕 | 2011년 2월 29일 ~ 2013년 2월 24일  |
| 34대 | 김헌범 | 2013년 2월 25일 ~ 2014년 4월 28일  |
| 35대 | 전지환 | 2014년 6월 2일 ~ 2016년 2월 19일   |
| 36대 | 김승휘 | 2016년 2월 22일 ~ 2018년 2월 25일  |
| 37대 | 장찬수 | 2018년 2월 26일 ~ 현재             |

## 조직
- 사무과
  - 사무과장
  - 서무/담보취소/소송비용확정
  - 재무
  - 독촉/지출
  - 형사계
  - 민사계
  - 신청계/기타집행계
  - 재산명시
  - 경매1~2계
  - 접수계/제증명/공탁계
  - 가족관계등록계
  - 보존
  - 보관금
  - 등기접수
  - 등기기입
  - 등초본발급
  - 당직실
  - 구내식당
  - 집행관실

## 재판 개정
- 화요일: 제1·4민사단독
- 수요일: 가사단독, 형사단독
- 목요일: 민·형사합의, 가사합의, 제3민사단독

## 시군법원
- 합천군법원
- 함양군법원

## 같이 보기
- 대법원
- 창원지방법원